# Восьмое чувство
«Восьмое чувство» (англ. Sense8 — игра слов, построенная на созвучии названия со словом sensate) — американский научно-фантастический драматический телесериал, созданный Ланой и Лилли Вачовски совместно с Дж. Майклом Стражински для потокового сервиса Netflix. 
Над первым сезоном работали компании Anarchos Production, Studio JMS, Javelin Production и Georgeville Television. Во втором сезоне Venus Castina Production заменила Anarchos, Javelin выбыла из производственного процесса, а Elizabeth Bay Productions включилась в него. Для управления производством была создана компания Unpronounceable Productions.
Многонациональный актёрский состав — Эмел Амин, Пэ Ду На, Джейми Клейтон, Тина Десае, Таппенс Мидлтон, Макс Римельт, Мигель Сильвестре, Брайан Дж. Смит — исполняет роли восьмерых незнакомцев из разных частей света, которые неожиданно становятся «сенсейтами», то есть обретают ментальную и эмоциональную связь друг с другом. Также в сериале задействованы Фрима Аджимен, Терренс Манн, Анупам Кхер, Навин Эндрюс, Дэрил Ханна. Со второго сезона Тоби Онвумере сменил Амина. «Восьмое чувство» исследует темы политических взглядов, идентичности, сексуальности, гендера и религии, которые, по мнению его создателей, в научно-фантастических сериалах упускаются, либо освещаются слабо.
Сценарии для первого сезона написали сёстры Вачовски и Дж. Майкл Стражински. Вачовски также сняли большую часть серий, а для постановки остальных были привлечены режиссёры, с которыми они уже работали в прошлом: Джеймс Мактиг, Том Тыквер и Дэн Гласс. Во втором сезоне Лилли Вачовски значится соавтором, однако она взяла перерыв в выполнении обязанностей сценариста, режиссёра и исполнительного продюсера, отметив, что это первый случай в их с сестрой карьере, когда они не работали как единое целое. Съёмки «Восьмого чувства» практически полностью прошли на натуре во множестве городов по всему миру.
Первый сезон из 12 серий был выпущен сервисом Netflix 5 июня 2015 года и получил преимущественно благоприятные оценки критиков. За представление ЛГБТ персонажей и темы в целом «Восьмое чувство» получил премию GLAAD Media в номинации «Лучший драматический сериал». Гильдия специалистов по натурным съёмкам наградила сериал премией за использование локаций в качестве неотъемлемой части сюжета, а его музыкальная тема была отмечена соответствующей номинацией на «Эмми». 8 августа 2015 года Netflix объявил о продлении «Восьмого чувства» на второй сезон. 23 декабря 2016 года вышел специальный двухчасовой рождественский эпизод, а все 10 серий второго сезона Netflix выпустил 5 мая 2017 года.
1 июня 2017 года сериал был закрыт после двух сезонов. Однако под влиянием акции фанатов за продолжение сериала Netflix анонсировал выход нового двухчасового эпизода в 2018 году, который был показан 8 июня 2018.

## Сюжет
«Восьмое чувство» рассказывает о восьмерых незнакомцах (Смит, Мидлтон, Амин, Пэ, Сильвестре, Десае, Римельт, Клейтон) из разных культур, из разных частей света, которые внезапно обнаруживают психическую и эмоциональную связь друг с другом — эволюционный скачок технологического происхождения. Джонас (Эндрюс), таинственный и могущественный человек, пытается собрать всех их вместе. В то же время некто Мистер Уисперс (Манн) и его организация пытается выследить и уничтожить главных героев.

## Актёрский состав

### Главные герои

#### Сенсейты нового кластера
- Брайан Джей Смит (англ. Brian J. Smith) — Уилл Горски, полицейский из Чикаго, влюблён в Райли.
- Таппенс Мидлтон (англ. Tuppence Middleton) — Райли Блю, девушка DJ из Рейкьявика со сложным прошлым, вынудившим её сбежать в Лондон; влюблена в Уилла.
- Джейми Клейтон (англ. Jamie Clayton) — Номи Маркс, трансгендерная женщина, политический блогер и хакер из Сан-Франциско.
- Мигель Анхель Сильвестре[англ.] (исп. Miguel Ángel Silvestre) — Лито Родригес, известный мексиканский актёр, скрывающий однополые отношения с персонажем по имени Эрнандо.
- Тина Десае (англ. Tena Desae) — Кала Дандекар, фармацевт из Мумбаи, которой предстоит выйти замуж за нелюбимого человека, влюблена в Вольфганга.
- Макс Римельт (нем. Max Riemelt) — Вольфганг Богданов, взломщик сейфов из Берлина со сложным прошлым, влюблён в Калу.
- Пэ Ду На (кор. 배두나) — Сун Пак, сеульская бизнес-леди и звезда подпольного кикбоксинга[15], обвиняемая из-за своего брата в растрате средств компании.
- Эмел Амин (англ. Aml Ameen) (первый сезон) / Тоби Онвумере (англ. Toby Onwumere) (рождественский выпуск и второй сезон) — Кафеус Оньянго, водитель автобуса из Найроби с обострённым чувством справедливости, пытающийся заработать на лекарство для умирающей от СПИДа матери.

#### Другие главные герои
- Навин Эндрюс (англ. Naveen Andrews) — Джонас Малики, хочет помочь главным героям, принадлежит к другой группе людей с такими же способностями
- Фрима Аджимен (англ. Freema Agyeman) — Аманита, девушка Номи
- Анупам Кхер (англ. Anupam Kher) — Саньям Дандекар, отец Калы
- Терренс Манн (англ. Terrence Mann) — Мистер Уисперс (Шёпот), возглавляет группу людей, охотящихся за главными героями, в прошлом был человеком со схожими способностями
- Дэрил Ханна (англ. Daryl Hannah) — Анджелика «Энджел» Тьюринг, сенсейт из старого кластера

### Второстепенные персонажи
- Альфонсо Эррера (исп. Alfonso Herrera) — Эрнандо, возлюбленный Лито
- Адам Шапиро (англ. Adam Shapiro) — доктор Метцгер
- Чичи Сейи — Широ, мать Кафеуса
- Максимилиан Мауфф — Феликс Берннер, друг Вольфганга
- Кристиан Оливер (нем. Christian Oliver) — Штайнер, русский бандит
- Пураб Кохли[англ.] (англ. Purab Kohli) — Раджан Расал, жених Калы
- Даршан Джаривала[англ.] (англ. Darshan Jariwala) — Манендра Расал, отец Раджана
- Мита Васишт[англ.] (англ. Mita Vashisht) — Сахана Расал, мать Раджана
- Эрендира Ибарра (исп. Eréndira Ibarra) — Даниэла Веласкес, девушка Хоакина, подруга Лито и Эрнандо
- Фрэнк Диллейн (англ. Frank Dillane) — Шагс, друг Райли
- Джо Пантолиано (англ. Joe Pantoliano) — Майкл Горски, отец Уилла
- Ли Кён Ён[англ.] (кор. 이경영) — Кан-Дэ Пак, отец Сун
- Ли Ки Чан (англ. Lee Ki-chan) — Чжун-Ки Пак, брат Сун
- Сон Сок-ку (англ. Son Seok-goo) — детектив Мун
- Луанда Джавар (англ. Lwanda Jawar) — Гиту, лидер банды Superpower
- Бико Нионгеса (англ. Biko Nyongesa) — член банды Superpower
- Ма Дон Сок — вышибала
- Мун Джу-Нам — тренер Сун по кикбоксингу
- Наташа Растоги[англ.] (англ. Natasha Rastogi) — Прия Дандекар, мать Калы
- Несс Батиста (исп. Ness Bautista) — Диего Моралес, друг и напарник Уилла
- Пол Огола (англ. Paul Ogola) — Джела, друг Кафеуса
- Мумби Майна[англ.] (англ. Mumbi Maina) — Закия, журналистка из Найроби
- Питер Кинг Мвания (англ. Peter King Mwania) — Силас Кабака, главарь преступников
- Раджеш Кхера[англ.] (англ. Rajesh Khera) — организатор свадьбы Калы
- Рауль Мендес[англ.] (исп. Raúl Méndez) — Хоакин Флорес, ревнивый и жестокий парень Даниэлы
- Шрути Бапна (англ. Shruti Bapna) — Деви
- Ари Брикман (англ. Ari Brickman) — режиссёр фильмов Лито
- Джозеф Моул (англ. Joseph Mawle) — Никс
- Майкл Соммерс (англ. Michael X. Sommers) — Баг, друг Номи

## Эпизоды
| Сезон | Серии | Серии | Даты показа     | Даты показа     |
| ----- | ----- | ----- | --------------- | --------------- |
| 1     | 12    | 12    | 5 июня 2015     | 5 июня 2015     |
| 2     | 12    | 1     | 23 декабря 2016 | 23 декабря 2016 |
| 2     | 12    | 10    | 5 мая 2017      | 5 мая 2017      |
| 2     | 12    | 1     | 8 июня 2018     | 8 июня 2018     |

### Сезон 1 (2015)
| № общий | № в сезоне | Название                                                                                              | Режиссёр        | Автор сценария                         | Дата премьеры |
| ------- | ---------- | --- | --------------- | -------------------------------------- | ------------- |
| 1       | 1          | «Лимбический резонанс» «Limbic Resonance»                                                             | Сёстры Вачовски | Сёстры Вачовски и Дж. Майкл Стражински | 5 июня 2015   |
| 2       | 2          | «Я такой же и как ты» «I Am Also A We»                                                                | Сёстры Вачовски | Сёстры Вачовски и Дж. Майкл Стражински | 5 июня 2015   |
| 3       | 3          | «Умные деньги на тощую сучку» «Smart Money Is On The Skinny Bitch»                                    | Сёстры Вачовски | Сёстры Вачовски и Дж. Майкл Стражински | 5 июня 2015   |
| 4       | 4          | «Что происходит?» «What’s Going On?»                                                                  | Том Тыквер      | Сёстры Вачовски и Дж. Майкл Стражински | 5 июня 2015   |
| 5       | 5          | «Искусство как религия» «Art Is Like Religion»                                                        | Джеймс Мактиг   | Сёстры Вачовски и Дж. Майкл Стражински | 5 июня 2015   |
| 6       | 6          | «Демоны» «Demons»                                                                                     | Сёстры Вачовски | Сёстры Вачовски и Дж. Майкл Стражински | 5 июня 2015   |
| 7       | 7          | «WWN двойное D?» «WWN Double D?»                                                                      | Джеймс Мактиг   | Сёстры Вачовски и Дж. Майкл Стражински | 5 июня 2015   |
| 8       | 8          | «Нас всех будут судить по мужеству наших сердец» «We Will All Be Judged By The Courage Of Our Hearts» | Дэн Гласс       | Сёстры Вачовски и Дж. Майкл Стражински | 5 июня 2015   |
| 9       | 9          | «Смерть не позволит тебе сказать «Прощай»!» «Death Does Not Let You Say Goodbye»                      | Сёстры Вачовски | Сёстры Вачовски и Дж. Майкл Стражински | 5 июня 2015   |
| 10      | 10         | «Что такое человек?» «What Is Human?»                                                                 | Сёстры Вачовски | Сёстры Вачовски и Дж. Майкл Стражински | 5 июня 2015   |
| 11      | 11         | «Просто поверните колесо и будущее изменится» «Just Turn the Wheel And The Future Changes»            | Том Тыквер      | Сёстры Вачовски и Дж. Майкл Стражински | 5 июня 2015   |
| 12      | 12         | «Я не могу оставить её» «I Can Not Leave Her»                                                         | Сёстры Вачовски | Сёстры Вачовски и Дж. Майкл Стражински | 5 июня 2015   |

### Сезон 2 (2016—2018)
| № общий | № в сезоне | Название | Режиссёр      | Автор сценария                                 | Дата премьеры   |
| ------- | ---------- | --- | ------------- | ---------------------------------------------- | --------------- |
| 13      | 1          | «Счастливого грёбанного Нового года!» «Happy F*cking New Year»                                                                             | Лана Вачовски | Лана Вачовски и Дж. Майкл Стражински           | 23 декабря 2016 |
| 14      | 2          | «Кто я?» «Who Am I?» | Лана Вачовски | Лана Вачовски и Дж. Майкл Стражински           | 5 мая 2017      |
| 15      | 3          | «Облигатные мутуализмы» «Obligate Mutualisms»                                                                                              | Лана Вачовски | Лана Вачовски и Дж. Майкл Стражински           | 5 мая 2017      |
| 16      | 4          | «Полифония» «Polyphony» | Джеймс Мактиг | Лана Вачовски и Дж. Майкл Стражински           | 5 мая 2017      |
| 17      | 5          | «Страх никогда ничего не исправит» «Fear Never Fixed Anything»                                                                             | Джеймс Мактиг | Лана Вачовски и Дж. Майкл Стражински           | 5 мая 2017      |
| 18      | 6          | «Изолированный сверху, соединенный снизу» «Isolated Above, Connected Below»                                                                | Лана Вачовски | Лана Вачовски и Дж. Майкл Стражински           | 5 мая 2017      |
| 19      | 7          | «В моём сердце нет места для ненависти» «I Have No Room In My Heart For Hate»                                                              | Джеймс Мактиг | Лана Вачовски и Дж. Майкл Стражински           | 5 мая 2017      |
| 20      | 8          | «Всё, что я сейчас хочу — одну пулю» «All I Want Right Now Is One More Bullet»                                                             | Дэн Гласс     | Лана Вачовски и Дж. Майкл Стражински           | 5 мая 2017      |
| 21      | 9          | «Что на самом деле означает семья?» «What Family Actually Means»                                                                           | Лана Вачовски | Лана Вачовски и Дж. Майкл Стражински           | 5 мая 2017      |
| 22      | 10         | «Если весь мир — это сцена, то идентичность — это не что иное, как костюм» «If All the World's A Stage, Identity Is Nothing But A Costume» | Том Тыквер    | Лана Вачовски и Дж. Майкл Стражински           | 5 мая 2017      |
| 23      | 11         | «Ты хочешь войны?» «You Want A War?» | Лана Вачовски | Лана Вачовски и Дж. Майкл Стражински           | 5 мая 2017      |
| 24      | 12         | «Любовь побеждает всё» «Amor Vincit Omnia»                                                                                                 | Лана Вачовски | Лана Вачовски, Дэвид Митчелл и Александр Хемон | 8 июня 2018     |

## Производство

### Замысел
Идея сериала, по словам Вачовски, пришла к ним поздно вечером во время беседы о способах, которыми технологии одновременно объединили и разделили людей. Решив сделать свой сериал, Энди и Лана пригласили Дж. Майкла Стражински, обладавшего опытом работы в подобном формате, в Сан-Франциско, чтобы вместе обсудить идею. Вачовски и Стражински сошлись во мнении о том, что если они будут снимать телесериал, то необходимо попытаться сделать что-то уникальное, чего не было прежде и изменить язык телепроизводства, как это сделала «Матрица», значительно повлияв на боевики. Спустя несколько дней обсуждений они решили исследовать взаимосвязь эмпатии и эволюции человечества.

### Разработка
Получившаяся концепция настолько воодушевила создателей, что они решили самостоятельно взяться за разработку сериала, а не поручать её кому-либо другому. 2 октября 2012 года издание Variety сообщило о том, что у дуэта Вачовски готовы три часовых пробных сценария, и на следующей неделе при поддержке студий JMS и Georgeville Television они намерены предложить их телекомпаниям в Лос-Анджелесе. Энди, Лана и Джозеф договорились разделить полномочия шоураннеров в случае, если сериалом заинтересуются. Вачовски также собрались заняться постановкой нескольких серий, если им позволит график. По словам Стражински, встреча с первым потенциальным покупателем, сервисом Netflix, прошла хорошо. Компания согласилась купить сериал и снять первый сезон раньше, чем его создатели успели сделать предложение телеканалу HBO. 27 марта 2013 года Netflix сообщил о заказе 10-серийного первого сезона. Позже Вачовски заявили, что во время съёмок сервис расширил сезон до 12 серий.
Стражински выразил надежду на то, что сериал будет состоять из пяти сезонов. До начала съёмок он и дуэт набросали сюжеты как раз для шоу такой продолжительности. Актёрский состав, по его словам, также подбирался для участия в пяти-шести сезонах.
Художник комиксов Стив Скрос, работающий с Вачовски над фильмами и комиксами, начиная с «Матрицы», создал для «Восьмого чувства» раскадровку.

### Съёмка
Производство сериала началось в июне 2014 года в Сан-Франциско. Режиссёры договорились с организаторами художественного проекта Clarion Alley Mural Project о том, что работы нескольких художников будут использованы в сериале. Чтобы достоверно передать международную составляющую сюжета, съёмки проходили во множестве локаций по всему миру: в Соединённых Штатах, Великобритании, Германии, Южной Корее, Исландии, Мексике, Индии и Кении. Работа в Чикаго продлилась с 9 июля по 8 августа. Съёмки проходили как на натуре, так и в павильонах Cinespace Film Studios. Во время поиска подходящего места продюсерам посоветовали городскую методистскую церковь в Гэри (Индиана), в результате в сценарий внесли правку, чтобы описание одного из мест действия соответствовало церкви. Некоторые сцены снимались в чикагском ресторане Superdawg, частыми клиентами которого является дуэт Вачовски. Посетителей в это время попросили не глазеть. Эпизод в Найроби потребовал дополнительно привлечь 700 человек массовки, 200 машин и вертолёт. В Мумбаи снимался болливудский танцевальный номер, включавший песню на английском языке и хинди. Его поставил хореограф Лонгинус Фернандес, работавший над фильмом «Миллионер из трущоб». Во время съёмок мексиканского реслинга Луча Либре на «Арене Наукальпан» актёры носили соответствующие маски.
Несколько раз в качестве натуры и массовки использовались настоящие события и их участники. В Сан-Франциско были сняты лесбиянки на мотоциклах во время дайк-марша на гей-параде и участники фестиваля Fresh Meat, в Лондоне — эпизод в клубе KOKO.
Вачовски снимали сцены в Чикаго и Сан-Франциско, а также в Лондоне и Исландии — двух локациях, за которые изначально отвечал Стражински. Из-за большого объёма работы с трюками он предпочёл отдать их дуэту. За эпизоды в Мехико и Мумбаи отвечал Джеймс Мактиг («V — значит вендетта», «Ниндзя-убийца»). Немецкий режиссёр Том Тыквер («Облачный атлас»), чей продюсерский проект «Полураспад Найроби» впечатлил Энди и Лану, занимался постановкой сцен в Берлине и Найроби. Дэн Гласс — супервайзер по визуальным эффектам во всех фильмах Вачовски, начиная с «Матрицы: Перезагрузки» — работал как в привычной для себя должности, так и дебютировал в качестве режиссёра, сняв эпизод в Сеуле. В общей сложности Вачовски срежиссировали семь серий, Мактиг и Тыквер — каждый по две, а Гласс — одну. Главным оператором дуэта Вачовски стал Джон Толл, который работал с ними над «Облачным атласом» и «Восхождением Юпитер». Оператором Мактига стал Дэнни Рулман, снимавший фильмы «Ворон» (2012) и «Уцелевшая». Тыквер вновь объединил усилия с Франком Грибе, с которым они уже сотрудничали в нескольких проектах, включая «Облачный Атлас».
17 ноября 2014 года Стражински сообщил о том, что основные съёмки завершены, а на следующий месяц запланирована досъёмка нескольких зимних сцен в Исландии. Эти сцены затем были отложены до середины января 2015 года, когда в Исландии должен был установиться необходимый снежный покров. 21 января в Рейкьявике в концертном зале Харпа состоялась вечеринка по случаю завершения съёмок. За съёмочный период создатели сериала совершили перелётов общей протяженностью 100 000 миль.

### Музыка
Музыку для сериала сочинили Том Тыквер и Джонни Климек, за оркестр отвечал Джин Прицкер. Все трое уже работали вместе над фильмом «Облачный атлас».

## Отзывы
«Восьмое чувство» получило в основном благоприятные отзывы критиков. У сериала 70 % положительных обзоров на сайте Rotten Tomatoes, а средний рейтинг, основанный на 37 рецензиях, составляет 5,8 из 10. Критики Rotten Tomatoes сошлись на том, что временами сценарий шоу нелогичен, однако разнообразные персонажи и творческая реализация пересечения их историй делают «Восьмое чувство» сестёр Вачовски захватывающим. На сайте Metacritic драма также собрала в основном благоприятные отзывы, получив рейтинг 63 из 100, основанный на 23 рецензиях.
На сайте Netflix сериал набрал более одного миллиона пользовательских оценок со средним значением 4,2 из 5. По словам Дж. Стражински, представители сервиса сообщили ему, что зрители смотрят весь сезон по три, четыре, шесть раз подряд. Директор по контенту Netflix Тед Сарандос похвалил успех «Восьмого чувства» как на перспективных рынках Франции и Германии, так и в мире в целом. Менее чем через три дня после премьеры сериала издание Variety сообщило о том, что он был скачан более полумиллиона раз без учёта данных цифровой дистрибуции.